# Syncarpha ferruginea
Syncarpha ferruginea là một loài thực vật có hoa trong họ Cúc. Loài này được (Lam.) B.Nord. miêu tả khoa học đầu tiên năm 1989.